# Les Doozers
Les Doozers (The Doozers) est une série d'animation canado-américaine créée par The Jim Henson Company. Elle est un spin-off de la série des années 1980 Fraggle Rock. 
Diffusée pour la première fois sur Hulu jusqu'au 25 avril 2014, la série est également diffusée au Québec sur Yoopa.
En France, la série est diffusée sur France 5 dans Zouzous.

## Synopsis
Les Doozers sont des petits êtres verts constructeurs dans l'âme et habitant un village, la Crique-Doozer, isolé dans la forêt. L'équipe de choc, constituée de Spike, Molly Boulon, Flex et Daisy Cocci, résous, par esprit d'initiative, ingéniosité et collaboration, différents problèmes rencontrés par les villageois.

## Distribution

### Voix originales
- David Berni : Baker Timberbolt Doozer et Doozer Doodad
- Trek Buccino (saison 1) puis Tyler Barish (saison 2) : Flex Doozer
- Jaxon Mercey : Spike Doozer
- Millie Davis : Daisy Wheel Doozer
- Jacob Ewaniuk : Spike Doozer
- Lisa Norton : Peg Bolt et Pinball Gimbal
- Jenna Warren : Molly Bolt Doozer
- Version originale
  - Direction artistique : Merle Ann Ridley

### Voix françaises
- Esther Aflalo : Daisy
- Circé Lethem : Flex
- Stéphane Flamand : Spike
- Audrey D'Hulstère : Molly
- Carine Seront : la mère (je crois bien)

- Version française
  - Société de doublage : Nice Fellow Belgique
  - Direction artistique : Marie Van R
  - Adaptation : Emeline Perego
  - Enregistrement et mixage : Agent Double